# Doryopteris ludens
Doryopteris ludens là một loài thực vật có mạch trong họ Adiantaceae. Loài này được (Wall. ex Hook.) J. Sm. miêu tả khoa học đầu tiên năm 1875.